# Euthalia bellata
Euthalia bellata är en fjärilsart som beskrevs av Druce 1873. Euthalia bellata ingår i släktet Euthalia och familjen praktfjärilar. Inga underarter finns listade i Catalogue of Life.